# USS Enterprise (NCC-1701-D)
USS Enterprise s registračním číslem NCC-1701-D (běžně označovaná jako Enterprise-D) je fiktivní hvězdná loď účinkující v příbězích ze světa Star Treku. Je to pátá loď tohoto jména ve Hvězdné flotile, již od svého zařazení do služby byla vlajkovou lodí Spojené federace planet. Příběhy Enterprise-D byly natočeny jako seriál Star Trek: Nová generace, jednorázově se objevila v epizodách „Poslání“ seriálu Star Trek: Stanice Deep Space Nine a „Toto jsou cesty…“ seriálu Star Trek: Enterprise; velkou roli tato loď hrála ve filmu Star Trek: Generace.
Jedná se o loď třídy Galaxy určenou pro dlouholeté mise, takže se na palubě nacházeli i rodinní příslušníci posádky. Enterprise-D byla vypuštěna roku 2363 a zničena v roce 2371 po klingonském útoku u planety Veridian III.

## Vznik a design

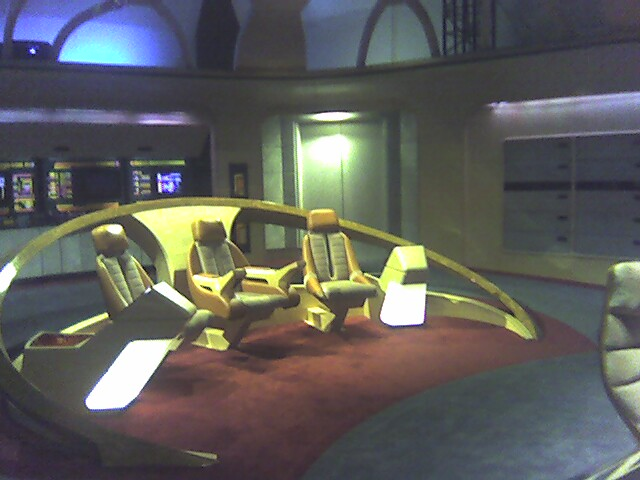
Velící můstek lodě

Design Enterprise-D vytvořil Andrew Probert, který se na konci 70. let 20. století podílel také na designu modernizované původní Enterprise představené ve snímku Star Trek: Film.
Pro natáčení pilotní epizody Nové generace s názvem „Střetnutí na Farpointu“ (1987) vytvořil tým z Industrial Light & Magic pod vedením Easea Owyeunga dva modely, jeden o délce šest stop (přibližně 1,8 metru) a druhý, který byl dlouhý dvě stopy (0,6 m). Oba byly využity rovněž v prvních dvou sezónách seriálu. Pro třetí řadu Nové generace postavil Greg Jein upravený třetí model o délce čtyři stopy (1,2 m). Původní šestistopý model byl využíván při filmování oddělení primárního a sekundárního trupu lodě, následně byl v ILM upraven pro natáčení filmu Star Trek: Generace. V říjnu 2006 byla tato replika prodána na aukci v domě Christie's za 576 000 dolarů společně s dalšími rekvizitami ze Star Treku.
Pro film Star Trek: Generace z roku 1994 vznikl rovněž počítačový model Enterprise-D. Ten byl posléze upraven v programu LightWave 3D a využit pro záběry různých lodí třídy Galaxy v seriálech Star Trek: Stanice Deep Space Nine a Star Trek: Vesmírná loď Voyager.

## Historie lodě

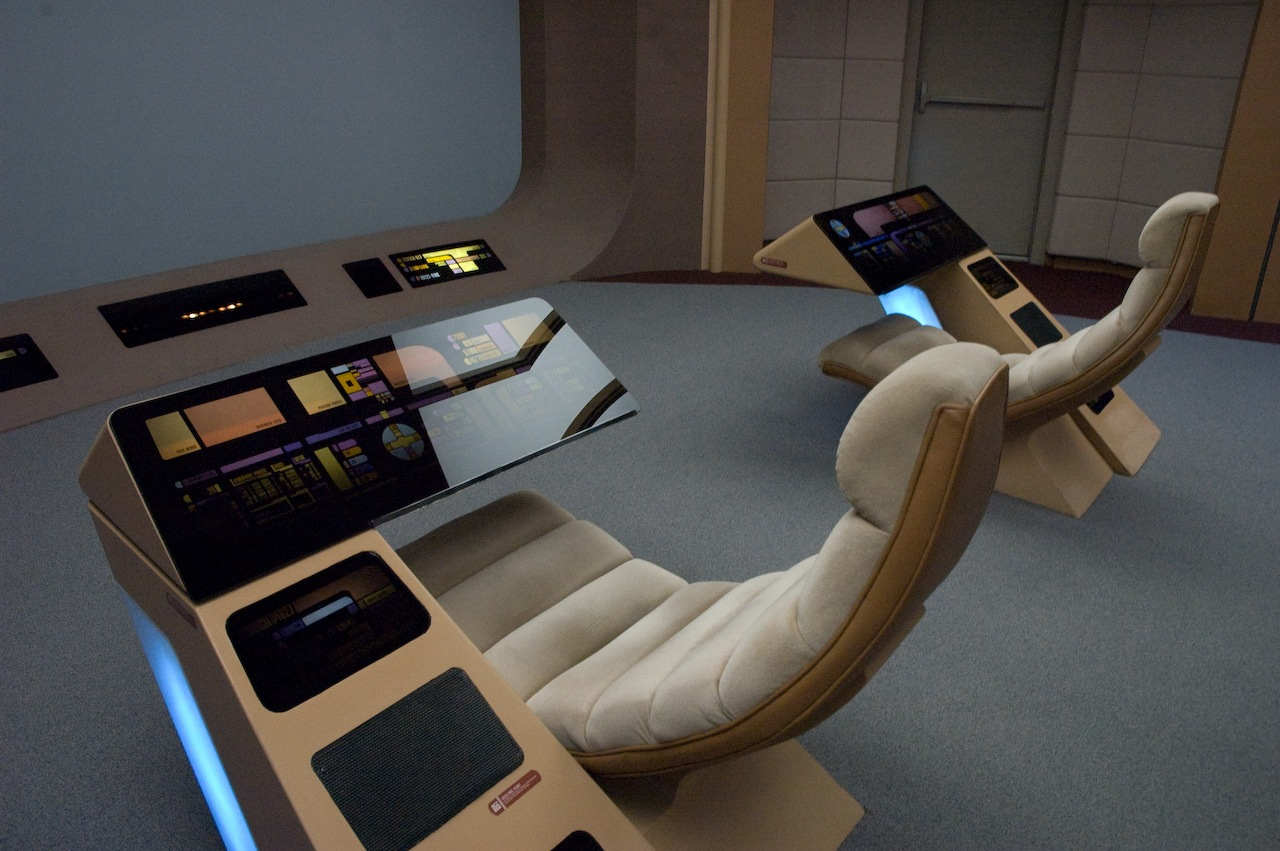
Řídící stanoviště na můstku

Enterprise-D byla postavena v docích Utopia Planitia na orbitě Marsu jako třetí loď třídy Galaxy. Do služby byla zařazena roku 2363, jejím velícím důstojníkem se stal zkušený kapitán Jean-Luc Picard. Následujícího roku se nová loď vydala na svoji první misi k základně Farpoint, při které se dostala do prvního kontaktu s bytostí Q (viz pilotní dvojepizoda „Střetnutí na Farpointu“).
V následujících sedmi letech prošla Enterprise-D a její posádka množstvím dobrodružství, která byla natočena jako televizní seriál Star Trek: Nová generace. Loď pod vedením kapitána Picarda a komandéra Rikera prvně kontaktovala (kromě výše zmíněného Q) množství ras, druhů a civilizací včetně Borga. Mezi další známé příběhy se řadí překročení warp rychlosti 10 při pokusech s motory, ukradení a navrácení lodě rasou Binarů či obrana Federace během borgské invaze, při které byla loď vážně poškozena a po níž následovala její oprava a modernizace (refit). Enterprise-D se rovněž dostala do časové smyčky, dovezla důstojníky a runabouty na nově zřízenou stanici Deep Space Nine či byla jednou z prvních lodí Federace, jež použila maskovací zařízení.
Několikrát se loď rozdělila na primární (talíř s impulsními motory) a sekundární modul (s warp pohonem). V epizodách „Střetnutí na Farpointu“ a „Arzenál svobody“ byli v primárním modulu evakuováni civilisté, zatímco sekundární trup letěl do bitvy. V díle „To nejlepší z obou světů“ k tomuto manévru došlo, aby loď měla převahu v konfliktu. Naopak ve filmu Star Trek: Generace posloužila talířová sekce jako záchranný člun, neboť v něm byla evakuována posádka.
Enterprise-D byla zničena roku 2371 (viz film Star Trek: Generace) při útoku klingonského Dravce, kterému velely Durasovy sestry. Loď měla vyřazené štíty a došlo k takovému poškození, že warp jádro bylo protrženo. Celá posádka byla evakuována do primárního modulu, který se od motorové sekce oddělil a odletěl do bezpečné vzdálenosti. Nárazová vlna výbuchu talířovou sekci odhodila do atmosféry planety Veridian III, kde ztroskotala. Celý tento incident proběhl s malými ztrátami na životech.
V roce 2381 je talířová sekce vyzvednuta z Veridian III a odvlečena do Muzea flotily, kde na ni Geordi La Forge začne s 20 letem obnovou. Sekundární trup obnovované Enterprise D pochází z lodi USS Syracuse. V roce 2401 ji původní posádka využije k boji proti Borgům, kteří asimilovali hvězdnou flotilu.

### Alternativní realita
V alternativní realitě, jež byla představena v epizodě „Všechno dobré…“, existovala Enterprise-D ještě v roce 2395, kdy se stala osobní vlajkovou lodí admirála Rikera. Mezitím podstoupila nejrůznější přestavby a modernizace, byla například přidána třetí warp gondola.

## Posádka
velící důstojník
- kapitán Jean-Luc Picard

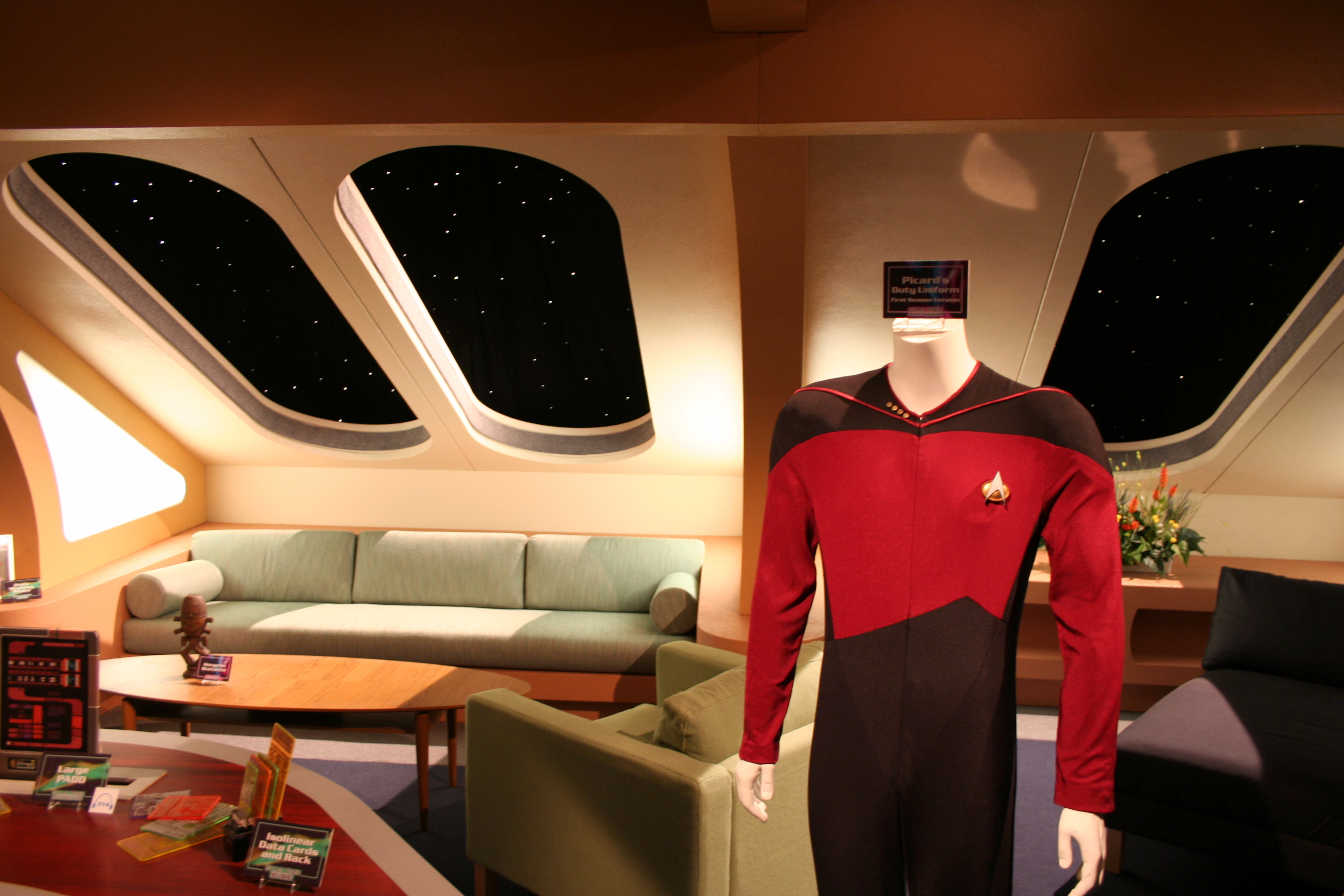
Kapitánova kajuta

- kapitán William Riker (dočasně 2366–2367)
- kapitán Edward Jellico (dočasně 2369)

první důstojník
- komandér William Riker

druhý a vědecký důstojník
- nadporučík Dat

šéfinženýr
- poručík/nadporučík Geordi La Forge (2365–2371)

hlavní lékařský důstojník
- komandér Beverly Crusherová (2364, 2366–2371)
- komandér Katherine Pulaská (2365)

bezpečnostní a zbraňový důstojník
- poručík Natasha Yarová (2364)
- poručík/nadporučík Worf (2364–2371)

poradkyně
- nadporučík/komandér Deanna Troi

kormidelník
- podporučík Geordi La Forge (2364)
- praporčík Wesley Crusher (2364–2367)
- praporčík/podporučík Ro Laren (2368–2370)

šéf transportu
- Miles O'Brien (2364–2369)